# Wróblewo (powiat płoński)
Wróblewo – wieś w Polsce położona w województwie mazowieckim, w powiecie płońskim, w gminie Naruszewo. 
Miejscowość wchodzi w skład sołectwa Troski.
W latach 1975–1998 miejscowość administracyjnie należała do województwa ciechanowskiego.